# Донматиас
Донмати́ас (исп. Donmatías) — город и муниципалитет на севере Колумбии, на территории департамента Антьокия. Входит в состав субрегиона Северная Антьокия.

## История
Поселение, из которого позднее вырос город, было основано в 1787 году. Муниципалитет Донматиас был выделен в отдельную административную единицу в 1814 году. Название города связано с именем одного из его основателей доном Матиасом Харамильо.

## Географическое положение

Муниципалитет Донматиас

Город расположен в центральной части департамента, в гористой местности Центральной Кордильеры, на расстоянии приблизительно 26 километров к северо-востоку от Медельина, административного центра департамента. Абсолютная высота — 2205 метров над уровнем моря.

Муниципалитет Донматиас граничит на севере с муниципалитетом Санта-Роса-де-Осос, на северо-западе — с муниципалитетом Энтрерриос, на западе — с муниципалитетом Сан-Педро-де-лос-Милагрос, на юге — с муниципалитетами Барбоса и Хирардота, на востоке — с муниципалитетом Санто-Доминго. Площадь муниципалитета составляет 181 км².

## Население
По данным Национального административного департамента статистики Колумбии, совокупная численность населения города и муниципалитета в 2012 году составляла 20 828 человек.
Динамика численности населения муниципалитета по годам:
| 2005   | 2006   | 2007   | 2008   | 2009   | 2010   | 2011   | 2012   |
| ------ | ------ | ------ | ------ | ------ | ------ | ------ | ------ |
| 17 701 | 18 138 | 18 580 | 19 014 | 19 458 | 19 908 | 20 371 | 20 828 |

Согласно данным переписи 2005 года мужчины составляли 47,4 % от населения Донматиаса, женщины — соответственно 52,6 %. В расовом отношении белые и метисы составляли 99,4 % от населения города; негры, мулаты и райсальцы — 0,2 %, индейцы — 0,1 %.
Уровень грамотности среди всего населения составлял 90,5 %.

## Экономика
Основу экономики Донматиаса составляют сельскохозяйственное производство и текстильная промышленность.

46,4 % от общего числа городских и муниципальных предприятий составляют предприятия торговой сферы, 31,4 % — предприятия сферы обслуживания, 21,4 % — промышленные предприятия, 0,8 % — предприятия иных отраслей экономики.